# Prisme à base hexagonale

Un prisme droit à base hexagonale régulière.

Le prisme à base hexagonale est un prisme à la base en forme d'hexagone.
Le prisme à  base hexagonale possède 18 arêtes, 8 faces et 12 sommets.
Si le prisme est droit et l'hexagone est régulier, chacun des angles séparant deux faces latérales fait 120° et l’hexagone et les faces latérales forment un angle droit (90°).